# Olariu
Olariu, falu Romániában, Erdélyben, Kolozs megyében.

## Fekvése
Magyarfráta mellett fekvő település.

## Története
Korábban Magyarfráta része volt, 1956-ban vált külön településsé 371 lakossal.
A 2002-es népszámláláskor 169 román lakosa volt.